# Karet
Karet je dječja igračka u obliku prijevoznog sredstva. Karet je vozilo/igračka popularno u primorskoj i otočnoj Dalmaciji te Hercegovini. U svojoj pjesmi "Kaleto moja draga" legendarni splitski pjevač Toma Bebić opisao je i svoje iskustvo igre na ulici tj. kaleti vozeći "karet na balinjere".
Zastupljen je i u predjelima oko Rijeke, a u Opatiji se za vrijeme poklada održava utrka "Balinjerada", čija su vozila nastala iz kareta.

## Opis
Sastoji se od drvene šperpločne daske pravokutnog oblika koja služi kao sjedište. Na nju su pričvršćene nepokretna zadnja osovina i pokretna prednja osovina. Na zadnju su stavljena dva manja kuglična ležaja van gabarita daske, a na prednju, na sredinu, jedan veći kuglični ležaj koji se popularno nazivaju balinjerama. Osim toga, prednja osovina, onim dijelom van gabarita daske, služi kao upravljač. To je omogućeno njenim središnjim spojem s prednjim dijelom daske. Radi većeg prednjeg ležaja, prednji dio kareta je uzdignutiji u odnosu na zadnji. Igranje se sastoji od spuštanja niz nagib, uglavnom asfaltne podloge. U posljednjem slučaju korištenje proizvodi karakterističan zvuk zujanja, dijelimično nalik buci automobila. 